# Air America (filme)
Air America (Air America - Loucos pelo Perigo no Brasil) é um filme de comédia de ação estadunidense de 1990 dirigido por Roger Spottiswoode, estrelado por Mel Gibson e Robert Downey Jr. como pilotos da Air America, durante a Guerra do Vietnã, voando em missões no Laos. Quando os protagonistas descobrem que seus aviões estão sendo usados por outros agentes do governo para contrabandear heroína, eles devem evitar serem feitos de bodes expiatórios em um delito.
A trama é uma adaptação do livro de 1979 de não-ficção de Christopher Robbins, narrando o financiamento da CIA a companhia aérea durante a Guerra do Vietnã para o transporte de armas e suprimentos dentro de Laos e outras áreas da Indochina posteriores à invasão norte-vietnamita de Laos. A publicidade para o filme—anunciado como um despreocupado filme de amigos—implícita um tom que difere muito com o tom do filme real, que inclui temas tão sérios como uma mensagem antiguerra, o foco no comércio de ópio, e um retrato negativo do General Real do Laos Vang Pao (interpretado pelo ator Burt Kwouk como o "general Lu Soong").

## Sinopse
Com os Estados Unidos focados apenas na Guerra do Vietname, Gene Ryack é um piloto desertor contratado pela CIA para arriscar a sua vida, transportando abastecimentos, sob disfarce, a forças indígenas que combatem os comunistas durante a guerra cocorrida nos anos 90.
Gene continua a fazer escala o tempo suficiente para terminar o seu negócio pessoal de contrabando de armas que o deixará aposentar-se descansadamente.
Contudo, os seus planos desaparecem quando lhe é imposta a companhia de um novo recruta, Billy Covington, um jovem rebelde cuja forma de voar fez com que perdesse o seu trabalho

## Elenco
| |  |  |
| Robert Downey Jr. e Mel Gibson participando da estreia do filme em 1990 no Grauman's Chinese Theatre em Los Angeles. |  |  |

- Mel Gibson como Gene Ryack
- Robert Downey, Jr. como Billy Covington
- Nancy Travis como Corinne Landreaux
- Ken Jenkins como Major Donald Lemond
- David Marshall Grant como Robert Diehl
- Lane Smith como Senador Davenport
- Art LaFleur como Jack Neely
- Michael Dudikoff como General Lee
- Ned Eisenberg como Nick Pirelli
- Marshall Bell como Q.V.
- David Bowe como Saunders
- Burt Kwouk OBE como General Lu Soong
- Burke Byrnes como Recruiter
- Tim Thomerson como Babo
- Harvey Jason como Nino
- Sinjai Hongthai como May Ling
- Natta Nantatanti como filha de Gene
- Purin Phanichphant como filho de Gene

## Produção

### Desenvolvimento
Diretor Richard Rush tentou desenvolver o filme em 1985, como a primeira comédia sobre o Vietnã. Carolco Pictures comprou o projeto como Rush escreveu um roteiro e encontrou locais. Sean Connery foi anexado ao papel do piloto mais velho, Gene Ryack, e o desdobrável mais jovem Billy Covington foi em tempos diferentes para ser feito por Bill Murray, James Belushi and Kevin Costner. O projeto foi vendido ao produtor Daniel Melnick após Connery e Costner se tornarem muito caros. Melnick contratou o roteirista John Eskow para escrever um novo script; e primeiro diretor contratado Bob Rafelson para trabalhar com Rush, mas o diretor acabou de contratar Roger Spottiswoode. Mel Gibson foi lançado por supostos $7 milhões, para o papel de Ryack, e Robert Downey, Jr. realizou o papel de Covington. Nancy Travis foi lançada coom Corinne Landroaux (substituindo Ally Sheedy), e Michael Dudikoff foi escalado como o General Lee.

### Filmagem
O orçamento da Air America aumentou para U$$ 35 milhões já que a produção envolveu uma equipe de 500 membros de rodagem em 49 diferentes localidades entre a Tailândia, Londres e Los Angeles, que operam entre oito e 15 câmeras ao mesmo tempo. A produção foi atingida por dois terremotos e tufões. Os produtores alugaram 26 aviões do exército tailandês, e alguns dos pilotos se recusaram a executar algumas das tarefas, com os veteranos de 60 anos a ser elaborado para as curvas mais exigentes. A empresa Pepsi-Cola queria que os cineastas usassem um refrigerante de ficção em vez de mostrar o ópio a ser refinado em sua fábrica abandonada. Portanto, os produtores adicionaram uma fala sobre perguntando se Pepsi sabia o que estava acontecendo.

## Trilha sonora
| N.º | Título                             | Música | Realizado por                   | Duração |  |
| 1.  | "Love Me Two Times"                |        | Aerosmith                       | 3:22    |  |
| 2.  | "Right Place, Wrong Time"          |        | B.B. King and Bonnie Raitt      | 3:37    |  |
| 3.  | "Long Cool Woman in a Black Dress" |        | Charlie Sexton                  | 4:15    |  |
| 4.  | "Do It Again"                      |        | Steely Dan                      | 5:01    |  |
| 5.  | "Free Ride"                        |        | Edgar Winter and Rick Derringer | 3:23    |  |
| 6.  | "California Dreamin'"              |        | The Mamas & the Papas           | 2:38    |  |
| 7.  | "Baby, I Need Your Lovin'"         |        | Four Tops                       | 2:44    |  |
| 8.  | "Get Ready"                        |        | The Temptations                 | 2:38    |  |
| 9.  | "Rescue Me"                        |        | Fontella Bass                   | 2:53    |  |
| 10. | "Pushin' Too Hard"                 |        | The Seeds                       | 2:35    |  |

## Recepção
Air America recebeu críticas negativas na maior parte dos críticos, segurando uma classificação de 13% no Rotten Tomatoes baseado em 15 opiniões.

### Bilheteria
O filme estreou em 3. Ele faturou $31 milhões de dólares em vendas de ingressos.

## Leitura complementar
- Os Ravens, os pilotos da guerra secreta no Laos por Christopher Robbins (em inglês)
- Eugene DeBruin
- Pisidhi Indradat
- Jane Hamilton-Merritt (1999). Tragic Mountains. ISBN 0-253-20756-8
- Robert Curry (2004). Whispering Death, "Tuag Nco Ntsoov": Our Journey with the Hmong in the Secret War for Laos ISBN 0-595-31809-6